# لدينا أقوال أخرى (مسلسل)
لدينا أقوال أخرى مسلسل تلفزيوني مصري دراما غموض.

## القصة
تدور أحداث العمل حول شخصية أميرة يسرا تتعرض لصدمة نفسية في الحلقات الأولى من العمل بعد فقدان إبنها محمد الشرنوبي في ظروف غامضة، لذا تلجئ للذهاب لطبيبة نفسية جينا سليم لأنها تعاني من اكتئاب شديد بعد فقدانه.ومع تطور الأحداث تدخل أميرة في دوامة من المشاكل يتم خلالها اتهامها بجريمة قتل تدخلها السجن فتتأزم حالتها النفسية فيتم تحولها لمستشفى الأمراض النفسية. يساندها أبنائها أحمد حاتم (علي) وابنتها سلمى أبو ضيف (فاطمة) بمساعدة المحامي الخاص بها محمد شاهين وصديقتها نجلاء بدر (شيرين), وشيرين رضا بدور ملك والتي تجسد شخصية إعلامية في إحدى القنوات الفضائية. تتوالى الأحداث في إطار تشويقي لتسطيع اثبات برائتها.

## طاقم العمل

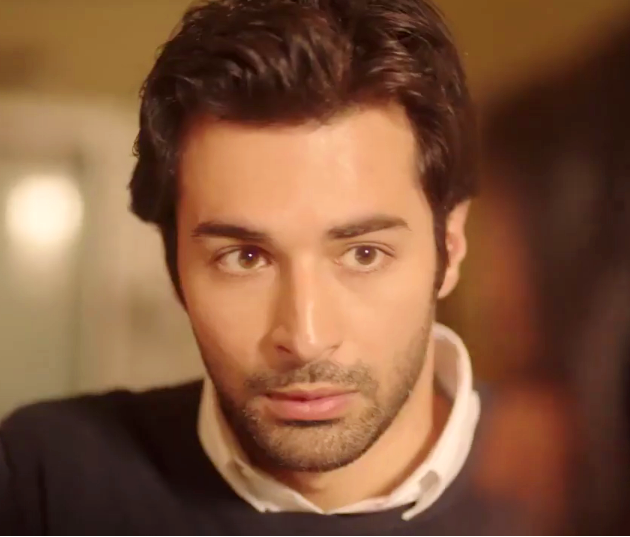
أحمد حاتم في دور علي نديم

| - يسرا - شيرين رضا - نجلاء بدر - أحمد حاتم - محمد الشرنوبي - هشام سليم - فاروق الفيشاوي - لطيفة فهمي - سامي مغاوري - محمد شاهين - نهى عابدين - سلمى أبو ضيف - إنجي أبو زيد - هدى المفتي - عبد الرحيم حسن - هالة مرزوق - يعد هذا العمل التعاون الثالث على التوالي بين الفنانة يسرا والمنتج جمال العدل في الدراما التلفزيونية بعد مسلسلي (فوق مستوى الشبهات، الحساب يجمع)، وهو التعاون الحادي عشر بينهما. - بدأ العمل بالمسلسل تحت اسم مؤقت هو (بني يوسف)، وبدأ التصوير تحت هذا الاسم مع البحث عن اسم آخر، إلى أن تم الاستقرار بالنهاية على اسم (لدينا أقوال أخرى) اسماً له. - صفحة مسلسل لدينا أقوال أخرى على موقع السينما.كوم 1. |                                                                          |
| أيقونة بذرة | هذه بذرة مقالة عن مسلسل تلفازي مصري بحاجة للتوسيع. فضلًا شارك في تحريرها. |